# Jaycee Hill
Jaycee Hill (* 28. Oktober 1931 in Big Sandy, Tennessee als Hillman Baker; † 16. Mai 2013 in Ravenna, Ohio) war ein US-amerikanischer Rockabilly-Musiker.

## Leben
Geboren als Hillman Baker, zog Baker bald nach Cleveland, Ohio, kurz danach nach Valley View, wo er die High School 1949 absolvierte. Mit seinem Freund Joe Sway gründete er das Duo Hill & Joes, the Valley Boys und begann, um Cleveland im Radio und Fernsehen aufzutreten.
Nachdem Elvis Presley seinen ersten Auftritt nördlich der Mason-Dixon-Linie, in Cleveland, hielt, wechselten Baker und Sway begeistert zum Rockabilly. Am 3. Juni 1956 nahmen die beiden dann im Audio Recording Studio in Cleveland vier Titel auf, darunter Romp Stompin‘ Boogie und A Love So Fine, die im selben Jahr bei Epic als Jaycee Hill accompanied by Joe Sway veröffentlicht wurden. Die anderen beiden Titel dieser Session, Sice My Baby Left Me und My Suspicious Heart, blieben unveröffentlicht. Nach guten Plattenverkäufen lud Produzent Joe Sherman Hill zu einer Session nach New York City ein, diesmal ohne Sway, der zuvor ausgestiegen war. Hill nahm dort mit den besten Musikern der Stadt weitere Titel auf, unter anderem Bump! und Crash, die im November 1956 bei Epic herauskamen. Hill blieb bis 1958 bei Epic und spielte zwei weitere Singles ein. Danach blieb er der Musikszene verbunden, trat im Radio und Fernsehen auf und konnte als Songschreiber einige Erfolge verbuchen.
Im September 1958 kam bei Argo, einem Sublabel der Chess Records, eine weitere Single Solong, Goodbye heraus. Bei MGM Records spielte Hill 1959 seine letzten Aufnahmen ein, die im selben Jahr veröffentlicht wurden. Bis 1979 wusste Hill jedoch nichts von dieser Single. Nach seiner Scheidung gab Hill die Musik auf und arbeitete fortan in der Werkzeugindustrie in Cleveland, Ohio.

## Diskografie
| 1956                    | A Love So Fine / Romp Stompin’ Boogie      | Epic Records       |
| 1956                    | Bump! / Crash                              | Epic Records       |
| 1957                    | Watch Your Step / That’s What You Do To Me | Epic Records       |
| 1957                    | Made In Heaven / The Tin Star              | Epic Records       |
| 1958                    | Solong, Goodybe / Only True Love           | Argo Records       |
| 1959                    | Dum De Dah Dah Dah Dah / Little Boy Blue   | MGM Records        |
| Unveröffentlichte Titel |                                            |                    |
|                         | - My Suspicious Heart                      |                    |
|                         | - Since My Baby Left Me - She’s Gone       | [Status unbekannt] |